# إسلام السلطانوف
إسلام السلطانوف لاعب كرة قدم روسي يلعب حالياً في نادي فليتوود يونايتد الإماراتي.

## وصلات خارجية
إسلام السلطانوف على موقع قاعدة بيانات كرة القدم.إي يو (الإنجليزية)
- إسلام السلطانوف على موقع Soccerway.com (الإنجليزية)
- إسلام السلطانوف على موقع عالم كرة القدم.نت (الإنجليزية)